# Paul Fung, Jr.
Pour les articles homonymes, voir Fung.
Paul Fung, Jr. (né le 9 mars 1923 à Seattle) est un auteur de bande dessinée américain. Fils de l'auteur de comic strip Paul Fung, il entre en 1949 chez King Features Syndicate pour lequel il réalise durant plus de quarante ans les comic books de Blondie.

## Prix
- 1965 : Prix du comic book de la National Cartoonists Society (NCS)
- 1981 : Prix du comic book humoristique de la NCS